# Mélanie Delloye-Betancourt
Pour les articles homonymes, voir Betancourt.
Mélanie Delloye-Betancourt, née le 6 septembre 1985 à Victoria (Seychelles), est une cinéaste et actrice française initialement connue pour l'action médiatique qu'elle a menée de 2002 à 2008 afin d'obtenir la libération de sa mère, Íngrid Betancourt, alors retenue en otage par les Forces armées révolutionnaires de Colombie (FARC).

## Biographie
Fille d'Íngrid Betancourt (femme politique de Colombie) et de son premier mari Fabrice Delloye, diplomate français, Mélanie prend lors de leur divorce en 1989 le nom d'usage Delloye-Betancourt, et vit avec son frère Lorenzo auprès de sa mère en Colombie. En 1996, Lorenzo et elle sont les cibles de menaces de mort, leur mère dénonçant les trafics de drogue en Colombie ; elle part alors vivre chez son père en Nouvelle-Zélande. Elle revient trois ans après en Colombie et vit alors entourée de gardes du corps ; à nouveau en danger début 2002 à la suite de l'engagement de sa mère dans la campagne présidentielle colombienne, elle part vivre à Saint-Domingue.
Le 23 février 2002, elle apprend par un appel téléphonique l'enlèvement de sa mère par les FARC. Elle se bat alors par différents moyens pour obtenir sa libération, notamment par l'envoi régulier de messages via l'émission de radio Las Voces del secuestro (Les Voix de la séquestration), qui chaque nuit donne la parole aux familles des otages des FARC. En décembre 2006, elle écrit une lettre ouverte aux FARC pour demander une preuve de vie de sa mère (c'est la première fois qu'une telle lettre leur est adressée[réf. souhaitée]). Elle organise également des manifestations, comme une « marche blanche » à Paris le 6 avril 2008 aux côtés de l'épouse du président de la République française Carla Bruni.
Elle retrouve finalement sa mère lors de sa libération le 2 juillet 2008.
Après des études en CPGE littéraire puis universitaires à Paris, où elle fait notamment du russe et de la philosophie à l'université Panthéon-Sorbonne, elle vit à New York pendant ses études de réalisation au Graduate Film Program de la New York University.
Elle écrit des scénarios et réalise des films en Europe et en Amérique latine. [Quand ?]

## Filmographie

### Réalisatrice et scénariste
- 2011 : Jalouse, Lucrecia, Anarchy (courts métrages)
- 2012 : Puppylove, de Delphine Lehericey avec Solène Rigot, Audrey Bastien et Vincent Perez comme assistante à la réalisation
- 2012 : Anna et Jérôme (film de fin d'études)[4] avec Élodie Bouchez.
- 2015 : L'Homme de ma vie avec Malorie Chéron et Adel Bencherif (court métrage), Prix du Grand Jury pour le meilleur court-métrage au Festival international du film de Miami (mars 2016)[5]
- 2021 : L'Indivision avec Richard Leduc, Sébastien Drouet, Samantha Markovic, Antoine Chain, Julie Judd
- 2023 : Nightman

### Coscénariste
- 2015 : La Tierra Roja de Diego Martínez Vignatti, nommé lors de la 6e cérémonie des Ensors à Ostende dans la catégorie « Meilleure coproduction »
- 2014 : Territoire d'Emmanuel Marre (collaboration au scénario)

### Scénariste et actrice
- 2014 : Aventurera de Leonardo D'Antoni (dans le rôle de Bea)

## Distinctions
Mélanie Delloye a reçu en 2015 pour son rôle dans Aventurera le prix de la meilleure actrice au 5e Festival international de cinéma La Orquídea de Cuenca (Équateur) et au Festival de cinéma de Tandil (Argentine).